# Aeroportul Centennial
Aeroportul Centennial (IATA: APA, ICAO: KAPA, FAA LID: APA) este un aeroport din Colorado, Statele Unite ale Americii ce deservește zona Denver metropolitan area⁠(d). Aeroportul a fost tranzitat în 2019 de 1.498 de pasageri. A fost deschis în mai 1967.
Situat la o altitudine de 1.794 m, aeroportul dispune de 3 piste.

## Infrastructură

### Piste
Aeroportul dispune de 3 piste: 
- pista 10/28 din asfalt, cu dimensiunile 4.800 picioare × 75 picioare
- pista 17L/35R din asfalt, cu dimensiunile 10.000 picioare × 100 picioare
- pista 17R/35L din asfalt, cu dimensiunile 7.001 picioare × 75 picioare